# Sudden Valley
Sudden Valley az Amerikai Egyesült Államok északnyugati részén, Washington állam Whatcom megyéjében elhelyezkedő település.
Sudden Valley önkormányzattal nem rendelkező, úgynevezett statisztikai település; a Népszámlálási Hivatal nyilvántartásában szerepel, de közigazgatási feladatait Whatcom megye látja el. A 2010. évi népszámlálási adatok alapján 6441 lakosa van.
A településen egy golfpálya, valamint közösségi központ és strand is található.

## Népesség
| Lakosok száma | 4165 | 6441 | 6354 |
|               | 2000 | 2010 | 2020 |

## Fordítás
- Ez a szócikk részben vagy egészben  a   Sudden Valley, Washington című angol Wikipédia-szócikk ezen változatának fordításán alapul.  Az eredeti cikk szerkesztőit annak laptörténete sorolja fel. Ez a jelzés csupán a megfogalmazás eredetét és a szerzői jogokat jelzi, nem szolgál a cikkben szereplő információk forrásmegjelöléseként.